# Distretto di Ayaviri (Puno)
Il distretto di Ayaviri è uno dei nove distretti della provincia di Melgar, in Perù. Si trova nella regione di Puno e si estende su una superficie di 1.013,14 chilometri quadrati.

Ha per capitale la città di Ayaviri; nel censimento 2005 si contava una popolazione di 25.346 unità.